# Zimiromus lawa
Zimiromus lawa Platnick & Shadab, 1981 è un ragno appartenente alla famiglia Gnaphosidae.

## Etimologia
Il nome della specie deriva dal fiume del Suriname luogo di rinvenimento degli esemplari dall'8 al 29 novembre 1963: il Rio Lawa.

## Caratteristiche
L'olotipo femminile rinvenuto ha lunghezza totale è di 3,83mm; la lunghezza del cefalotorace è di 1,67mm; e la larghezza è di 1,22mm.

## Distribuzione
La specie è stata reperita nel Suriname settentrionale: l'olotipo femminile è stato rinvenuto presso il villaggio di Anapaike, appartenente al distretto del Marowijne, poco distante dal corso del Rio Lawa, che segna per un tratto il confine con la Guyana francese.

## Tassonomia
Al 2016 non sono note sottospecie e dal 1981 non sono stati esaminati nuovi esemplari.